# Winneweer
Winneweer – wieś w Holandii, w prowincji Groningen, w gminie Ten Boer.